# Amyntas I
Amyntas I, (grekiska: Αμύντας Ά) död 498 f.Kr., var regent i Makedonien från omkring 547 f.Kr. till sin död och far till Alexander I. Han var vasall till Dareios I av Persien, men det är med honom man kan säga att Makedoniens historia börjar. Han var nämligen den förste av dess härskare som upprättade förbindelser med andra länder. Han gick i allians med Atens Peisistratidai, och när Hippias drevs ut ur Aten erbjöd han denne området Anthemos vid Thermaiska viken i ett försök vända de grekiska partistriderna till sin egen fördel.